# Finding Hubby
Finding Hubby es una película nigeriana de drama romántico de 2020 dirigida por Femi Ogunsanwo. Está protagonizada por Kehinde Bankole, Munachi Abii, Ade Laoye y Omowunmi Dada. Es una adaptación cinematográfica de una serie de blogs escrita por Tunde Leye.

## Sinopsis
Oyin Clegg es una mujer soltera de 35 años, que junto a sus amigas intenta abrirse camino para encontrar pareja en la ciudad de Lagos, Nigeria.

## Elenco
- Ade Laoye como Oyin Clegg
- Munachi Abii como Gloria
- Kehinde Bankole como Toke
- Teniola Aladese como Tosan
- Omowunmi Dada como Moroti Hassan
- Efa Iwara como Adefemi Omotosho
- David A. Apemiye como el pastor
- Demi Banwo como Olumide
- Sammy Eddy como Aminu
- Oludara Egerton-Shyngle como la esposa de Desmond
- Charles Etubiebi como Ossy
- Chris Isibor como el Sr. Kalu

## Producción y lanzamiento
Finding Hubby se basa en una serie blog escrita por Tunde Leye. La serie fue publicada entre abril y septiembre de 2012. La película se estrenó en los cines nigerianos el 4 de diciembre de 2020. El 9 de julio de 2021 se estrenó en la plataforma Netflix.

## Recepción
La reseña deNollywood la describió como "una película que reconoce tácitamente las muchas esferas de presión en las que habita el adulto joven promedio". El crítico de cine Martin Cid le otorgó una calificación de 4 sobre 10.